# Златна џезва
Златна џезва је бренд босанскохерцеговачке кафе коју производи произвођач Виспак. Златна џезва се извози у 28 земаља широм света, а највише Сједињене Америчке Државе, Шведску, Словенију и Хрватску. Према истраживању IPSOS-а, Златна џезва је бренд број један по лојалности потрошача у Босни и Херцеговини у категорији традиционалне кафе.

## Историја
Златни лонац је први пут произведен 1972. године, као први производ компаније Виспак. Велики продор на шире страно тржиште остварио је средином 2013. године, када га је понудио амерички трговачки ланац Волмарт, а почетком 2014. године постао је доступан и на Амазону.
Златна џезва се почела продавати 2017. године у словеначком Lidl-у, чиме је завршен пројекат уласка на словеначко тржиште.
Златна џезва је у априлу 2018. године прославила 46 година постојања кампањом брендирања возила јавног превоза у Сарајеву, Тузли, Мостару и Бања Луци.
Виспак је уписан у Гинисову књигу рекорда као власник највеће џезве на свету.  Највећа џезва на свету направљен је 2004. године и представљен је на отварању реновираног Старог моста у Мостару. Џезва може да произведе 630 литара кафе или 8.000 филџана, што захтева 63 кг пржене кафе. 

## Спољни линкови
- Званична веб страница
- Званични веб-сајт АС групе